# Milos Raonic
Milos Raonic (montenegrinisch: Милош Раонић bzw. Miloš Raonić; * 27. Dezember 1990 in Titograd, SR Montenegro, SFR Jugoslawien) ist ein kanadischer Tennisspieler.

## Leben und Karriere

### Werdegang und erste Erfolge als Junior
Milos Raonic zog 1994 mit drei Jahren zusammen mit seinen Eltern von Montenegro nach Kanada. Mit acht Jahren begann er Tennis zu spielen, er trainierte zunächst aus Kostengründen meist frühmorgens oder spätabends mit einer Ballmaschine. Im Alter von zwölf Jahren nahm er in Kanada erstmals an einem internationalen Juniorenturnier teil. In den Jahren 2006 und 2007 gewann er mehrere Turniere und erreichte im Oktober 2008 mit Rang 35 seine beste Platzierung in der Junioren-Weltrangliste.

### 2007 bis 2009: Future-Turniere und erstes ATP-Turnier
Ab 2007 nahm Raonic an Future-Turnieren der ITF teil, seitdem wird er in der Weltrangliste geführt. Im März 2008 stand er erstmals in einem Finale und im März 2009 gewann er seinen ersten Titel. Im selben Jahr erreichte er noch zwei weitere Endspiele, von denen er eines gewinnen konnte. Zudem qualifizierte er sich im August 2009 beim Masters-Turnier in Montreal durch Siege über den Top-100-Spieler Teimuras Gabaschwili sowie über Michaël Llodra erstmals für ein ATP-Turnier. In der ersten Hauptrunde hatte er gegen den Top-10-Spieler Fernando González im Tie-Break des zweiten Satzes einen Matchball, verlor die Partie aber dann doch in drei Sätzen. Durch seine Erfolge stieß Raonic im Ranking unter die besten 400 vor.

### 2010: Etablierung auf der Challenger Tour und erste ATP-Siege
Im März 2010 trat er im Davis Cup gegen Kolumbien erstmals für Kanada an. Er verlor beide Einzelpartien, konnte jedoch an der Seite von Daniel Nestor das Doppel gewinnen. In den folgenden Wochen erreichte Raonic drei Future-Endspiele und gewann dabei zwei Titel. Im Juli 2010 stand er in Granby zum ersten Mal in einem Challenger-Finale, in dem er dem topgesetzten Tobias Kamke in zwei Sätzen unterlag. Zwei Wochen später scheiterte er beim Kanada Masters in Toronto mit einer Wildcard in der ersten Runde in zwei Sätzen an Victor Hănescu. Allerdings konnte er mit seinem Landsmann Vasek Pospisil im Doppel auf sich aufmerksam machen, als sie Rafael Nadal und Novak Đoković, die zu diesem Zeitpunkt die Plätze 1 und 2 der Einzel-Weltrangliste belegten, in drei Sätzen besiegten. Anschließend qualifizierte sich Raonic bei den US Open auf Anhieb für sein erstes Grand-Slam-Turnier. In der ersten Hauptrunde scheiterte er aber in vier Sätzen an Carsten Ball. Im Oktober 2010 konnte Raonic als Qualifikant in Kuala Lumpur gegen Igor Kunizyn seinen ersten Sieg bei einem ATP-Turnier feiern. Es folgte ein Sieg über den Top-40-Spieler Serhij Stachowskyj, bevor er im Viertelfinale Igor Andrejew in drei Sätzen unterlag. In der folgenden Woche gelang ihm in Tokio erneut die Qualifikation für ein ATP-Turnier; wieder konnte er in der ersten Hauptrunde mit Florent Serra einen Top-100-Spieler besiegen, bevor er in zwei knappen Sätzen am Weltranglistenersten Nadal scheiterte. Durch diese Erfolge verbesserte er sich in der Weltrangliste auf Platz 155.

### 2011: Durchbruch bei den Australian Open, erster ATP-Titel und Verletzungssorgen
Das Jahr 2011 begann für Raonic mit der erfolgreichen Qualifikation bei den Australian Open. In der ersten Hauptrunde gewann er in drei Sätzen gegen Björn Phau sein erstes Grand-Slam-Match. Auch in der zweiten und dritten Runde war er siegreich, er schaltete dabei mit Michaël Llodra sowie dem Top-10-Spieler Michail Juschny zwei gesetzte Spieler aus. Im Achtelfinale gegen den an Position 7 gesetzten späteren Halbfinalisten David Ferrer endete seine Siegesserie. Dennoch zog er damit erstmals in die Top 100 der Weltrangliste ein. Nach einer Zweitrundenniederlage beim ATP-Turnier in Johannesburg bezwang Raonic beim ATP-Turnier in San José mit Xavier Malisse einen weiteren Top-50-Spieler. Er setzte sich auch gegen den ehemaligen Weltranglistenvierten James Blake sowie gegen Ričardas Berankis durch. Da sein nächster Gegner Gaël Monfils wegen einer Handgelenkverletzung nicht antreten konnte, erreichte Raonic kampflos das Finale. Dort besiegte er in einem engen Zweisatzmatch ohne ein einziges Break den an 1 gesetzten Titelverteidiger Fernando Verdasco und gewann seinen ersten ATP-Titel. Nur drei Tage nach dem Triumph traf er in der ersten Runde des ATP-Turniers von Memphis mit einer Wildcard erneut auf Verdasco – und wieder behielt Raonic in einem knappen Dreisatzmatch die Oberhand. Nach weiteren Dreisatzsiegen über Radek Štěpánek, Robert Kendrick sowie den an Position 4 gesetzten Mardy Fish erreichte er abermals das Finale, wo er auf den an Position 1 gesetzten Andy Roddick traf. Wieder ging das Match über die volle Distanz, und obwohl Raonic schon zum zweiten Mal im Turnierverlauf über 30 Asse schlug, verlor er am Ende knapp gegen den Favoriten. Innerhalb nur eines Monats verbesserte er sich in der Weltrangliste um über 100 Plätze auf Rang 37.

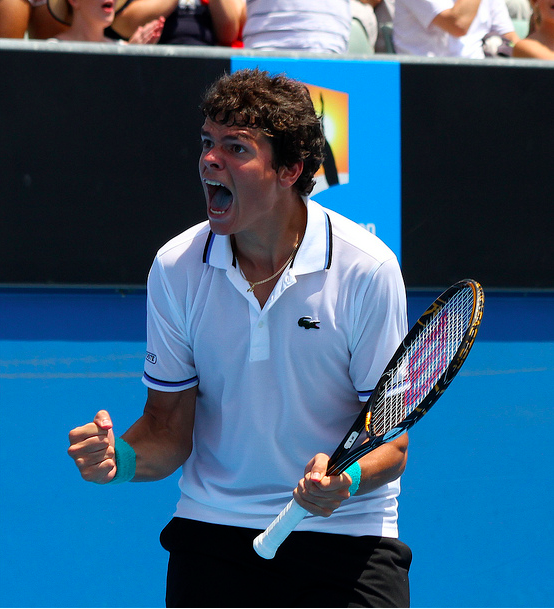
Milos Raonic bei den Australian Open 2011

Bei der Davis-Cup-Partie in Mexiko, die Anfang März 2011 auf Sandplatz ausgetragen wurde, hatte Raonic mit zwei Einzelsiegen sowie einem Doppelerfolg (mit Vasek Pospisil) erheblichen Anteil am 4:1-Sieg Kanadas. Zwei Wochen später zog er in Indian Wells durch einen erneuten Sieg über Mardy Fish erstmals in die dritte Runde eines Masters-Turniers ein, unterlag dort jedoch in einem engen Dreisatzmatch dem 18-jährigen Ryan Harrison. Im April 2011 erreichte Raonic beim Masters von Monte Carlo erstmals die dritte Runde eines Sandplatzturniers; gegen den späteren Finalisten David Ferrer war er jedoch wie schon bei den Australian Open chancenlos. Auch beim folgenden Sandplatzturnier in Barcelona erreichte er die dritte Runde. In Estoril stand er dann nach einem Dreisatzsieg über Gilles Simon erstmals im Halbfinale eines Sandplatzturniers. Dort traf er zum dritten Mal in dieser Saison auf Verdasco, er musste jedoch nach verlorenem ersten Satz wegen Rückenproblemen aufgeben. Anschließend begann er seine Vorbereitung auf Wimbledon beim Rasenturnier in Halle, wo er im Viertelfinale dem späteren Finalisten Philipp Petzschner unterlag.
In Wimbledon zog er sich in seiner Zweitrundenpartie gegen Gilles Müller bei einem Sturz eine Hüftverletzung zu, die eine Operation notwendig machte. Er musste danach mehrere Monate pausieren und verpasste so unter anderem den Rogers Cup in seiner Heimat Kanada sowie die US Open. Sein Comeback feierte er schließlich bei der Davis-Cup-Partie gegen Israel Mitte September 2011. Trotz seiner Niederlage gegen Amir Weintraub schaffte Kanada mit einem 3:2-Sieg erstmals seit acht Jahren wieder den Aufstieg in die Weltgruppe. In den letzten Wochen der Saison 2011 spielte Raonic noch fünf weitere ATP-Turniere. Sein bestes Ergebnis erzielte er dabei im Oktober 2011 in Stockholm, wo er im Halbfinale in drei Sätzen am späteren Turniersieger Gaël Monfils scheiterte. Er beendete seine bislang beste Saison trotz fast dreimonatiger Verletzungspause auf Rang 31 der Weltrangliste.

### 2012–2015: Weitere ATP-Titel und Vorstoß in die Top Ten
Das Jahr 2012 begann für Raonic in Chennai, wo er ohne Satzverlust ins Finale einzog. Dort traf er auf den topgesetzten Janko Tipsarević, gegen den er sich in einem Match ohne ein einziges Break knapp durchsetzen und den Titel gewinnen konnte. Raonic gab im gesamten Turnierverlauf kein einziges Mal seinen Aufschlag ab; dies war zuletzt Roger Federer bei seinem Titelgewinn 2008 in Halle geglückt. Bei den Australian Open schied er in der dritten Runde gegen Lokalmatador Lleyton Hewitt aus. Anfang Februar gewann Raonic bei der Davis-Cup-Begegnung gegen Frankreich sein erstes Einzel gegen Julien Benneteau, sein zweites gegen Jo-Wilfried Tsonga musste er jedoch verletzungsbedingt absagen; damit konnte er die 1:4-Niederlage Kanadas nicht verhindern. Trotz der Verletzung reiste er weiter nach San José, um dort seinen Titel zu verteidigen. Raonic gewann alle vier Partien ohne Satzverlust und mit einem Finalsieg über Denis Istomin seinen zweiten Titel der Saison 2012. Nur eine Woche später erreichte er auch in Memphis wie schon im Vorjahr das Finale, ging dort jedoch gegen Jürgen Melzer nach zwei engen Sätzen erneut als Verlierer vom Platz.

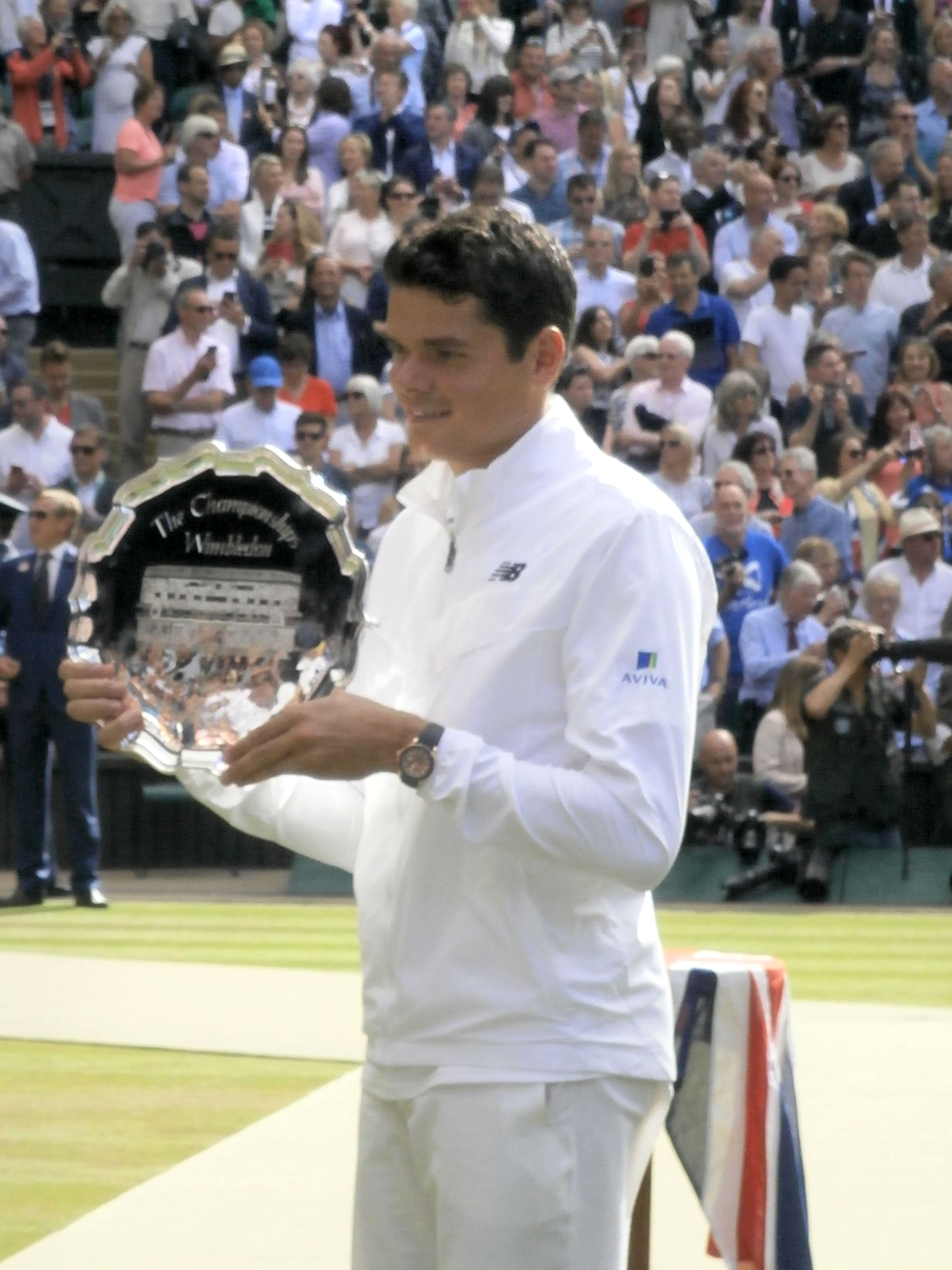
Raonic 2016 in Wimbledon mit dem Preis für den Zweitplatzierten

Beim ersten Masters-Turnier der Saison in Indian Wells traf Raonic in der dritten Runde auf den Weltranglistendritten Federer. Er gewann zwar den ersten Satz, verlor aber gegen den späteren Turniersieger noch in drei Sätzen. Im April 2012 besiegte er in Barcelona mit Andy Murray erstmals einen Spieler aus den Top 4, bevor er im Halbfinale in zwei Sätzen gegen David Ferrer verlor. In Madrid kam es danach zu einem erneuten Aufeinandertreffen mit Federer, und erneut musste sich Raonic dem späteren Turniersieger in drei Sätzen geschlagen geben.
In die Saison 2013 startete Raonic mit einer Achtelfinalniederlage gegen Grigor Dimitrow in ATP Brisbane. Bei den Australian Open erreichte er nach 2011 zum zweiten Mal das Achtelfinale, das er gegen Federer in drei Sätzen verlor. Mit seinen zwei Siegen gegen die Spanier Albert Ramos Viñolas und Guillermo García López in der Erstrundenbegegnung des Davis Cup hatte er großen Anteil am Einzug ins Viertelfinale. In San José konnte er mit einem Finalsieg gegen Tommy Haas seinen Titel verteidigen. Im April stand dann das Davis-Cup-Viertelfinale gegen Italien an, wo er mit zwei neuerlichen Siegen im Einzel sein Team ins Halbfinale spielte, das sie dann gegen Serbien verloren.
Von Mai bis Juni konnte Raonic keine großen Erfolge erzielen, er scheitere mehrfach bereits in der Startrunde. Im August fand er wieder zu seiner Form zurück, als er beim Kanada Masters in Montreal erstmals das Finale eines Masters-Turniers erreichte. Trotz einer deutlichen Niederlage gegen Rafael Nadal stand er am 12. August 2013 erstmals in den Top Ten der Weltrangliste.
Im September gewann er seinen fünften Titel auf der ATP World Tour, als er im Finale der Thailand Open den topgesetzten Tomáš Berdych in zwei Sätzen besiegte. Eine Woche später erreichte er auch das Finale der Rakuten Japan Open Tennis Championships in Tokio, das er gegen Juan Martín del Potro in zwei Sätzen verlor. Aufgrund der Absage von Andy Murray für die ATP World Tour Finals in London erhielt Raonic einen Reservistenplatz. Er kam jedoch nicht zum Einsatz. Am Ende des Jahres stand er auf Platz elf der Weltrangliste.
In der Saison 2014 schaffte er es bei Masters-Turnieren regelmäßig ins Viertelfinale, so etwa in Indian Wells, Miami und Monte-Carlo. Während er in Madrid nur das Achtelfinale erreichte, gelang ihm in Rom der Halbfinaleinzug. Bei den Australian Open schied er dagegen bereits in der dritten Runde aus. Seinen ersten großen Erfolg in der Saison erzielte Raonic bei den French Open, als er erstmals das Viertelfinale bei einem Grand-Slam-Turnier erreichte. Dort unterlag er Novak Đoković in drei Sätzen. Noch besser verlief für Raonic das Turnier in Wimbledon, bei dem er sich erst im Halbfinale Roger Federer geschlagen geben musste. In der Weltrangliste verbesserte er sich durch diesen Erfolg auf den sechsten Platz, seine bis dato höchste Platzierung. Sein nächstes Turnier bestritt er erst wieder Anfang August in Washington und erreichte dort das Endspiel, in dem er seinem Landsmann Vasek Pospisil gegenüberstand. Mit 6:1 und 6:4 bezwang Raonic Pospisil im ersten ATP-Finale der Geschichte zwischen zwei Kanadiern, womit er sich den sechsten Titelgewinn seiner Karriere sicherte. Seine gute Form bestätigte er jeweils mit dem Einzug ins Viertelfinale des Toronto Masters und dem Halbfinaleinzug beim Cincinnati Masters. Bei den US Open unterlag er im Achtelfinale Kei Nishikori in fünf Sätzen. Nachdem Kanada in der ersten Runde des Davis Cups gegen Japan verloren hatte, musste die Mannschaft nach den US Open zur Relegation gegen Kolumbien antreten. Raonic steuerte zwei Einzelsiege zum 3:2-Erfolg bei und sicherte Kanada damit den Verbleib in der Weltgruppe. Im weiteren Saisonverlauf erreichte Raonic zunächst das Endspiel in Tokio, in dem er diesmal in drei Sätzen abermals Kei Nishikori unterlegen war, ehe er in Paris das zweite Masters-Finale seiner Karriere bestritt. Dieses verlor er mit 2:6 und 3:6 gegen Novak Đoković. Dank seiner guten Resultate in der zweiten Saisonhälfte gelang ihm erstmals die Qualifikation für die World Tour Finals, musste nach zwei verlorenen Partien in der Gruppenphase aber vorzeitig aufgeben. Das Jahr beendete er auf Platz acht der Weltrangliste.
Nach der Finalteilnahme in Brisbane und der Viertelfinalteilnahme bei den Australian Open zum Saisonauftakt 2015 rückte er in der Rangliste wieder auf Rang sechs vor. Gegen den späteren Turniersieger Novak Đoković schied er in Melbourne in drei Sätzen aus. Zuvor war er in Brisbane in ebenfalls drei Sätzen an Roger Federer gescheitert. Für Federer war der Finalsieg der 1000. Karrieresieg auf der Tour. Im weiteren Saisonverlauf waren die Halbfinals in Rotterdam und beim Masters in Indian Wells seine besten Resultate. Wegen einer Fußverletzung verpasste er die French Open. In Wimbledon und bei den US Open erreichte er jeweils die dritte Runde. Sein letzter Saisonhöhepunkt war der Turniersieg in St. Petersburg, wo er im Finale João Sousa mit 6:3, 3:6 und 6:3 schlug. Im Davis Cup schied er mit der kanadischen Mannschaft im Viertelfinale gegen Belgien aus. In der Weltrangliste fiel er zum Jahresende auf Rang 14 zurück.

### Seit 2016: Erstes Grand-Slam-Finale und Nummer drei der Welt
Die Saison 2016 begann für Raonic direkt mit seinem achten Karrieretitel auf der World Tour. In Brisbane kam es zur Neuauflage des Vorjahresfinals gegen Roger Federer, den er dieses Mal mit 6:4 und 6:4 schlagen konnte. Bei den darauffolgenden Australian Open schlug er auf dem Weg ins Halbfinale unter anderem den an Position vier gesetzten Stan Wawrinka, ehe er in der Vorschlussrunde noch nach 2:1-Satzführung gegen Andy Murray in fünf Sätzen verlor. Raonic setzte den gesamten Februar aus, seine dritte Turnierteilnahme der laufenden Saison erfolgte erst anlässlich des Indian Wells Masters. Dort spielte er sich bis ins Endspiel, in dem er Novak Đoković deutlich mit 2:6 und 0:6 unterlag. Anschließend erreichte Raonic die Viertelfinals der Masters-Turniere in Miami, Monte-Carlo und Madrid, bei den French Open schied er gegen Albert Ramos Viñolas im Achtelfinale aus. Im Juni zog er im Queen’s Club nach vier Siegen ins Finale ein, in dem er von Andy Murray mit 7:6 (7:5), 4:6 und 3:6 besiegt wurde. Die direkt im Anschluss stattfindenden Wimbledon Championships verliefen ebenfalls sehr erfolgreich. Raonic gelangen vier Siege und traf im Halbfinale auf Roger Federer, den er in fünf Sätzen bezwang und somit erstmals ein Grand-Slam-Finale erreichte. Im Endspiel traf er erneut auf Andy Murray, dem er ein weiteres Mal in drei Sätzen unterlag. Bei den Masters-Turnieren in Toronto und Cincinnati schied er im Viertelfinale bzw. im Halbfinale aus, in Cincinnati scheiterte er erneut an Andy Murray. Auch beim Masters in Paris schied er gegen Murray aus, wobei Raonic zur Halbfinalpartie verletzungsbedingt nicht antrat. Als viertbester Spieler der Saison qualifizierte er sich schließlich für die World Tour Finals. In der Gruppenphase besiegte Raonic sowohl Gaël Monfils als auch Dominic Thiem und erreichte das Halbfinale. Wieder war es Andy Murray, an dem Raonic dort scheiterte. Mit 11:9 setzte sich Murray im Tie-Break des entscheidenden dritten Satzes knapp durch. Insgesamt sechsmal trafen Raonic und Murray im Saisonverlauf aufeinander, dabei gelang Raonic kein einziger Sieg über Murray. Nach den Finals rückte Raonic in der Weltrangliste auf seinen Karrierebestwert von Platz drei vor und behielt dieses Ranking bis zum Ende des Jahres.
Zu Saisonbeginn 2017 erreichte Raonic bei den Australian Open das Viertelfinale, in dem er Rafael Nadal unterlag. Anschließend startete er beim Turnier in Delray Beach und zog ins Finale gegen Jack Sock ein. Dieses konnte er wegen einer Oberschenkelzerrung jedoch nicht bestreiten, sodass Sock das Endspiel kampflos gewann. Er trat erst einen Monat später wieder beim Masters in Miami an, musste aber wegen derselben Verletzung erneut vorzeitig aufgeben. Erst nach einem weiteren Monat kehrte er auf die Tour zurück und erreichte in Istanbul sogleich das Finale. Dieses verlor er gegen Marin Čilić mit 6:7 (3:7) und 3:6. Bei den French Open schied Raonic im Achtelfinale mit 6:8 im fünften Satz gegen Pablo Carreño Busta aus, in Wimbledon hatte er im Viertelfinale das Nachsehen gegen Roger Federer. Nach Wimbledon trat er lediglich noch bei drei Turnieren an, da er mit weiteren Verletzungen zu kämpfen hatte. Er fiel zunächst wegen einer Handgelenks-Operation für sieben Wochen aus, im Anschluss hatte er Probleme mit der Wade. Im Oktober beendete Raonic, der in der Weltrangliste zum Jahresende auf Rang 24 zurückgefallen war, seine Saison vorzeitig.
Das Jahr 2018 begann mit Auftaktniederlagen in Brisbane und bei den Australian Open. Sein erstes besseres Resultat gelang ihm beim Indian Wells Masters, bei dem er das Halbfinale erreichte. Dort unterlag er Juan Martín del Potro in zwei Sätzen. Nach Viertelfinal- und Achtelfinalteilnahmen bei mehreren Mastersturnieren musste Raonic wegen einer Knieverletzung auf eine Teilnahme an den French Open verzichten. Bereits kurz darauf gelang ihm jedoch in Stuttgart den Einzug ins Endspiel. Er traf dort auf Roger Federer, der die Partie mit 6:4 und 7:6 (7:3) gewann. In Wimbledon folgten vier Siege, ehe sich Raonic im Viertelfinale John Isner in vier Sätzen geschlagen geben musste. Auch bei den US Open schied Raonic gegen Isner aus, diesmal im Achtelfinale. Die übrige Saison verlief ohne nennenswerte Erfolge, lediglich beim Davis Cup gelang ihm mit der Mannschaft dank eines 3:1-Erfolgs über die Niederlande der Verbleib in der Weltgruppe. Raonic gewann dabei seine beiden Einzelpartien. Bei seiner letzten Turnierteilnahme in Paris musste Raonic einmal mehr vorzeitig aufgeben, diesmal wegen einer Ellbogenverletzung. Die Saison schloss er auf Platz 18 der Weltrangliste ab.
2019 schied Raonic zum Saisonauftakt in Brisbane und bei den Australian Open jeweils im Viertelfinale aus. Wie schon im Vorjahr erreichte er beim Masters in Indian Wells das Halbfinale, das er in drei Sätzen gegen Dominic Thiem verlor. Nach dem darauffolgenden Masters in Miami pausierte Raonic wegen erneuter Beschwerden mit dem Knie für drei Monate und verpasste damit wie schon 2018 die French Open. Sein Comeback gab er beim Turnier in Stuttgart, wo er sogleich das Halbfinale erreichte, zu diesem aber wegen einer Rückenverletzung nicht antrat. In Wimbledon schied er im Achtelfinale gegen Guido Pella in fünf Sätzen aus. In der restlichen Saison trat Raonic wegen Verletzungen nur noch bei vier Turnieren auf der World Tour sowie beim Laver Cup an, ohne jedoch größere Erfolge zu erringen. Er gewann lediglich eine Partie. Auch für das Finale des Davis Cups fiel er aus Verletzungsgründen aus. In der Weltrangliste wurde er zum Jahresende daher nur noch auf Rang 31 geführt.
Nachdem Raonic zu Beginn der Saison 2020 in Doha zunächst eine Auftaktniederlage hinnehmen musste, erreichte er bei den Australian Open das Viertelfinale. Zuvor hatte er unter anderem den an Position sechs gesetzten Stefanos Tsitsipas geschlagen. Im Viertelfinale unterlag er dann in drei Sätzen Novak Đoković. Nach einer weiteren Auftaktniederlage in New York City und einem Halbfinaleinzug in Delray Beach kam es für Raonic zunächst zu keiner weiteren Turnierteilnahme, da die Tour wegen der COVID-19-Pandemie für etwa ein halbes Jahr unterbrochen wurde. Bei dem ersten Turnier, das nach der Unterbrechung ausgetragen wurde, den Western & Southern Open, gelang Raonic der Finaleinzug. Mit 6:1, 3:6 und 4:6 verlor er jedoch erneut gegen Novak Đoković.

## Besonderheiten
Mit seinem Triumph in San José im Februar 2011 war Raonic der erste Kanadier seit Greg Rusedski, der wieder ein ATP-Turnier gewinnen konnte. Rusedski, der später für Großbritannien antrat, feierte im April 1995 in Seoul seinen letzten Titel unter kanadischer Flagge. Gleichzeitig war Raonic auch der jüngste Spieler seit Marin Čilić, der einen ATP-Titel gewonnen hat; zum Zeitpunkt seines Sieges war er 20 Jahre und 1 Monat alt, während Čilić im August 2008 bei seinem Triumph in New Haven 19 Jahre und 10 Monate alt war. Nach seiner Finalteilnahme in Memphis eine Woche später erreichte Raonic zudem Rang 37 der ATP-Weltrangliste und war damit der bestplatzierte Kanadier aller Zeiten. Die alte Bestmarke war im Mai 1995 mit Platz 47 ebenfalls von Greg Rusedski gesetzt worden (er verbesserte sich später als Brite noch bis auf Platz 4).
2012 war Raonic mit insgesamt 1002 Assen in 65 Partien der zweitstärkste Aufschläger der Saison, nur John Isner hatte mit 1005 mehr Asse geschlagen.

## Auszeichnungen
2013 und 2014 wurde er als Kanadas Sportler des Jahres mit dem Lionel Conacher Award ausgezeichnet.

## Erfolge
| Legende (Anzahl der Siege)  |
| --------------------------- |
| Grand Slam                  |
| ATP Finals                  |
| ATP World Tour Masters 1000 |
| ATP World Tour 500 (1)      |
| ATP World Tour 250 (7)      |
| ATP Challenger Tour (1)     |

| Titel nach Belag |
| ---------------- |
| Hartplatz (8)    |
| Sand (0)         |
| Rasen (0)        |

### Einzel

#### Turniersiege
| Nr. | Datum              | Turnier        | Belag         | Finalgegner       | Ergebnis         |
| --- | ------------------ | -------------- | ------------- | ----------------- | ---------------- |
| 1.  | 13. Februar 2011   | San José (1)   | Hartplatz (i) | Fernando Verdasco | 7:66, 7:65       |
| 2.  | 8. Januar 2012     | Chennai        | Hartplatz     | Janko Tipsarević  | 6:74, 7:64, 7:64 |
| 3.  | 19. Februar 2012   | San José (2)   | Hartplatz (i) | Denis Istomin     | 7:63, 6:2        |
| 4.  | 17. Februar 2013   | San José (3)   | Hartplatz (i) | Tommy Haas        | 6:4, 6:3         |
| 5.  | 29. September 2013 | Bangkok        | Hartplatz     | Tomáš Berdych     | 7:64, 6:3        |
| 6.  | 3. August 2014     | Washington     | Hartplatz     | Vasek Pospisil    | 6:1, 6:4         |
| 7.  | 27. September 2015 | St. Petersburg | Hartplatz (i) | João Sousa        | 6:3, 3:6, 6:3    |
| 8.  | 10. Januar 2016    | Brisbane       | Hartplatz     | Roger Federer     | 6:4, 6:4         |

#### Finalteilnahmen
| Nr. | Datum            | Turnier       | Belag         | Finalgegner           | Ergebnis         |
| --- | ---------------- | ------------- | ------------- | --------------------- | ---------------- |
| 1.  | 20. Februar 2011 | Memphis (1)   | Hartplatz (i) | Andy Roddick          | 6:77, 7:611, 5:7 |
| 2.  | 26. Februar 2012 | Memphis (2)   | Hartplatz (i) | Jürgen Melzer         | 5:7, 6:74        |
| 3.  | 7. Oktober 2012  | Tokio (1)     | Hartplatz     | Kei Nishikori         | 6:75, 6:3, 0:6   |
| 4.  | 11. August 2013  | Montreal      | Hartplatz     | Rafael Nadal          | 2:6, 2:6         |
| 5.  | 6. Oktober 2013  | Tokio (2)     | Hartplatz     | Juan Martín del Potro | 6:75, 5:7        |
| 6.  | 5. Oktober 2014  | Tokio (3)     | Hartplatz     | Kei Nishikori         | 6:75, 6:4, 4:6   |
| 7.  | 2. November 2014 | Paris         | Hartplatz (i) | Novak Đoković         | 2:6, 3:6         |
| 8.  | 11. Januar 2015  | Brisbane      | Hartplatz     | Roger Federer         | 4:6, 7:62, 4:6   |
| 9.  | 20. März 2016    | Indian Wells  | Hartplatz     | Novak Đoković         | 2:6, 0:6         |
| 10. | 19. Juni 2016    | Queen’s Club  | Rasen         | Andy Murray           | 7:65, 4:6, 3:6   |
| 11. | 10. Juli 2016    | Wimbledon     | Rasen         | Andy Murray           | 4:6, 6:73, 6:72  |
| 12. | 26. Februar 2017 | Delray Beach  | Hartplatz     | Jack Sock             | kampflos         |
| 13. | 7. Mai 2017      | Istanbul      | Sand          | Marin Čilić           | 6:73, 3:6        |
| 14. | 17. Juni 2018    | Stuttgart     | Rasen         | Roger Federer         | 4:6, 6:73        |
| 15. | 29. August 2020  | New York City | Hartplatz     | Novak Đoković         | 6:1, 3:6, 4:6    |

### Doppel

#### Turniersiege
| Nr. | Datum            | Turnier  | Belag       | Partner        | Finalgegner                       | Ergebnis         |
| --- | ---------------- | -------- | ----------- | -------------- | --------------------------------- | ---------------- |
| 1.  | 8. November 2008 | Rimouski | Teppich (i) | Vasek Pospisil | Kristian Pless Michael Ryderstedt | 5:7, 6:4, [10:6] |

#### Finalteilnahmen
| Nr. | Datum         | Turnier | Belag | Partner     | Finalgegner                        | Ergebnis          |
| --- | ------------- | ------- | ----- | ----------- | ---------------------------------- | ----------------- |
| 1.  | 12. Juni 2011 | Halle   | Rasen | Robin Haase | Aisam-ul-Haq Qureshi Rohan Bopanna | 6:78, 6:3, [9:11] |

## Statistik

### Einzel
| Turnier                      | 2025              | 2024              | 2023              | 2022              | 2021              | 2020              | 2019              | 2018              | 2017              | 2016              | 2015              | 2014              | 2013              | 2012              | 2011              | 2010              | 2009              | 2008  | Gesamt  |
| ---------------------------- | ----------------- | ----------------- | ----------------- | ----------------- | ----------------- | ----------------- | ----------------- | ----------------- | ----------------- | ----------------- | ----------------- | ----------------- | ----------------- | ----------------- | ----------------- | ----------------- | ----------------- | ----- | ------- |
| Australian Open              | –                 | 1                 | –                 | –                 | AF                | VF                | VF                | 1R                | VF                | HF                | VF                | 3R                | AF                | 3R                | AF                | –                 | –                 | –     | HF      |
| French Open                  | –                 |                   | –                 | –                 | –                 | –                 | –                 | –                 | AF                | AF                | –                 | VF                | 3R                | 3R                | 1R                | –                 | –                 | –     | VF      |
| Wimbledon                    | –                 |                   | 2                 | –                 | –                 |                   | AF                | VF                | VF                | F                 | 3R                | HF                | 2R                | 2R                | 2R                | –                 | –                 | –     | F       |
| US Open                      | –                 |                   | 1                 | –                 | –                 | 2                 | –                 | AF                | –                 | 2R                | 3R                | AF                | AF                | AF                | –                 | 1R                | –                 | –     | AF      |
| ATP Finals                   | –                 |                   |                   | –                 | –                 | –                 | –                 | –                 | –                 | HF                | –                 | RR                | –                 | –                 | –                 | –                 | –                 | –     | HF      |
| Indian Wells Masters         | –                 |                   | –                 | –                 | –                 |                   | HF                | HF                | –                 | F                 | HF                | VF                | AF                | 3R                | 3R                | –                 | –                 | –     | F       |
| Miami Masters                | –                 |                   | –                 | –                 | AF                |                   | 3R                | VF                | –                 | VF                | AF                | VF                | 3R                | 3R                | 2R                | –                 | –                 | –     | VF      |
| Monte Carlo Masters          | –                 |                   | –                 | –                 | –                 |                   | –                 | AF                | –                 | VF                | VF                | VF                | 2R                | 1R                | AF                | –                 | –                 | –     | VF      |
| Madrid Masters               | –                 |                   | –                 | –                 | –                 |                   | –                 | AF                | AF                | VF                | VF                | AF                | 2R                | 2R                | 1R                | –                 | –                 | –     | VF      |
| Rom Masters                  | –                 |                   | –                 | –                 | –                 | 2                 | –                 | –                 | VF                | 2R                | –                 | HF                | 1R                | 1R                | 1R                | –                 | –                 | –     | HF      |
| Hamburg Masters1             | nicht ausgetragen | nicht ausgetragen | nicht ausgetragen | nicht ausgetragen | nicht ausgetragen | nicht ausgetragen | nicht ausgetragen | nicht ausgetragen | nicht ausgetragen | nicht ausgetragen | nicht ausgetragen | nicht ausgetragen | nicht ausgetragen | nicht ausgetragen | nicht ausgetragen | nicht ausgetragen | nicht ausgetragen | –     | –       |
| Kanada Masters               | –                 |                   |                   | –                 | –                 |                   | 2R                | 2R                | 2R                | VF                | 2R                | VF                | F                 | VF                | –                 | 1R                | 1R                | –     | F       |
| Cincinnati Masters           | –                 |                   |                   | –                 | –                 | F                 | –                 | VF                | –                 | HF                | 1R                | HF                | AF                | VF                | –                 | –                 | –                 | –     | HF      |
| Shanghai Masters             | –                 |                   |                   | nicht ausgetragen | nicht ausgetragen | nicht ausgetragen | –                 | 1R                | –                 | AF                | AF                | 2R                | AF                | 2R                | 2R                | –                 | –                 | n. a. | AF      |
| Paris Masters                | –                 |                   |                   | –                 | –                 | HF                | 2R                | 2R                | –                 | HF                | –                 | F                 | AF                | AF                | 1R                | –                 | –                 | –     | F       |
| Olympische Spiele            | n. a.             | –                 | n. a.             | n. a.             | –                 | nicht ausgetragen | nicht ausgetragen | nicht ausgetragen | nicht ausgetragen | –                 | nicht ausgetragen | nicht ausgetragen | nicht ausgetragen | 2R                | nicht ausgetragen | nicht ausgetragen | nicht ausgetragen | –     | 0       |
| Davis Cup                    | –                 |                   |                   | –                 | –                 |                   | –                 | WG                | –                 | –                 | VF                | –                 | HF                | PO                | K1                | K1                | –                 | –     | 0       |
| Turnierteilnahmen4           | 0                 |                   |                   |                   |                   | 5                 | 13                | 18                | 14                | 19                | 17                | 21                | 26                | 25                | 22                | 6                 | 1                 | 0     | 175     |
| Erreichte Finals             | 0                 |                   |                   |                   |                   | 1                 | 0                 | 1                 | 2                 | 4                 | 2                 | 3                 | 4                 | 4                 | 2                 | 0                 | 0                 | 0     | 23      |
| Gewonnene Einzel-Titel       | 0                 |                   |                   |                   |                   | 0                 | 0                 | 0                 | 0                 | 1                 | 1                 | 1                 | 2                 | 2                 | 1                 | 0                 | 0                 | 0     | 8       |
| Hartplatz-Siege/-Niederlagen | 0:0               |                   |                   |                   |                   | 12:5              | 14:12             | 19:12             | 14:5              | 32:11             | 25:12             | 33:13             | 36:12             | 33:11             | 19:11             | 4:4               | 0:1               | 0:0   | 241:109 |
| Sand-Siege/-Niederlagen      | 0:0               |                   |                   |                   |                   | 0:0               | 0:0               | 4:1               | 11:5              | 10:4              | 4:2               | 11:5              | 8:6               | 7:5               | 9:6               | 0:2               | 0:0               | 0:0   | 64:36   |
| Rasen-Siege/-Niederlagen     | 0:0               |                   |                   |                   |                   | 0:0               | 8:2               | 9:2               | 4:2               | 10:2              | 4:2               | 5:2               | 1:3               | 5:4               | 3:2               | 0:0               | 0:0               | 0:0   | 49:21   |
| Teppich-Siege/-Niederlagen   | nicht genutzt     | nicht genutzt     | nicht genutzt     | nicht genutzt     | nicht genutzt     | nicht genutzt     | nicht genutzt     | nicht genutzt     | nicht genutzt     | nicht genutzt     | nicht genutzt     | nicht genutzt     | nicht genutzt     | nicht genutzt     | nicht genutzt     | nicht genutzt     | nicht genutzt     | 0:0   | 0:0     |
| Gesamt-Siege/-Niederlagen4   | 0:0               |                   |                   |                   |                   | 12:5              | 22:14             | 32:15             | 29:12             | 52:17             | 33:16             | 49:20             | 45:21             | 45:20             | 31:19             | 4:6               | 0:1               | 0:0   | 354:166 |
| Jahresendposition            | –                 |                   |                   |                   |                   | (18)              | 31                | 18                | 24                | 3                 | 14                | 8                 | 11                | 13                | 31                | 156               | 377               | 923   | N/A     |

Zeichenerklärung: S = Turniersieg; F, HF, VF, AF = Einzug ins Finale / Halbfinale / Viertelfinale / Achtelfinale; 1R, 2R, 3R = Ausscheiden in der 1. / 2. / 3. Hauptrunde; RR = Round Robin (Gruppenphase);
PO = Playoff (Auf- und Abstiegsrunde in der Davis-Cup-Weltgruppe); n. a. = Turnier wurde in dem Jahr nicht ausgetragen
1 Das Turnier von Hamburg ist seit 2009 nicht mehr Teil der Masters-Serie.

2 Das Turnier von Stockholm fand nur von 1990 bis 1995 als Masters-Turnier statt

3 Das Turnier von Stuttgart fand 1995 einmal in Essen statt und war davor nicht Teil der Masters-Serie

4 Hier gelten nur – wie auch bei bei Finalteilnahmen und gewonnenen Titeln – Turniere der ATP Tour sowie die vier Grand-Slam-Turniere und die ATP Finals; d. h. keine Challenger- und Future-Turniere oder Mannschaftswettbewerbe (Davis Cup oder World Team Cup).
4 Letztere zählen jedoch in den Sieg/Niederlagen-Statistiken rein. Kurzfristige Rücktritte vom Match zählen weder zu den Turnierteilnahmen (wenn in der ersten Runde) noch zur Siegesbilanz.

Stand: Jahresende 2019